# Попово (Іновроцлавський повіт)
Попово (пол. Popowo) — село в Польщі, у гміні Крушвиця Іновроцлавського повіту Куявсько-Поморського воєводства.
Населення — 175 осіб (2011).
У 1975-1998 роках село належало до Бидгощського воєводства.

## Демографія
Демографічна структура станом на 31 березня 2011 року:
|          | Загалом | Допрацездатний вік | Працездатний вік | Постпрацездатний вік |
| -------- | ------- | ------------------ | ---------------- | -------------------- |
| Чоловіки | 82      | 14                 | 60               | 8                    |
| Жінки    | 93      | 19                 | 49               | 25                   |
| Разом    | 175     | 33                 | 109              | 33                   |